# Truth or Dare (film 2012)
Truth or Dare è un film del 2012 diretto da Robert Heath.
Pellicola horror prodotta in Gran Bretagna.

## Trama
I giovani Eleanor, Chris, Gemma e Paul festeggiano per la fine dell'anno universitario. Arriva anche Luke, che porta con sé della droga per far sballare i ragazzi senza farlo sapere alle rispettive fidanzate. Intanto, Felix, appena arrivato alla festa, confessa i suoi sentimenti a Gemma, che tuttavia non ricambia. Il loro discorso viene interrotto da Eleanor che invita tutti a giocare a "Truth or Dare" (Obbligo o verità), tranne a Paul, che è svenuto nella camera da letto senza poter far sesso con la ragazza. Gli invitati alla festa cominciano a giocare, ma quando arriva il turno di Felix, egli sceglie verità ed Eleanor gli chiede con chi farebbe sesso quella notte. Il ragazzo sceglie Gemma, e inizia così una lite che si trasforma in una scazzottata tra Felix e Chris, dopo la quale Felix se ne va dalla festa.
Dopo un periodo successivo di sei o sette mesi dalla fine della festa, Paul torna dalla Scozia, mentre Chris e Gemma si sono lasciati, ma sono rimasti in buoni rapporti. Tutti e cinque i ragazzi rimangono tuttavia sorpresi quando vengono invitati alla festa di compleanno di Felix, nonostante quello che è successo in passato. Il loro parere nei confronti del ragazzo non è cambiato, lo considerano ancora un idiota, e lo deridono tutti, compresa Gemma che cerca di non estraniarsi dal gruppo. Arrivati al castello della famiglia di Felix - la sua famiglia è molto ricca e ha delle proprietà dappertutto - e dopo essersi incamminati in una casetta lì vicino, incontrato il fratello di Felix, Justin.
L'uomo avverte i ragazzi che il fratello i trova in Cile per fare volontariato e non tornerà prima del giorno successivo, ma offre ai ragazzi di dormire a in quella casetta. I ragazzi si ubriacano, scoprendo anche che Justin è stato un soldato in Afghanistan per tre anni. A un certo punto, l'uomo chiede di giocare a Obbligo o verità. Durante il gioco Chris chiede a Gemma di tornare insieme, ma ella rifiuta. Il giorno procede normalmente, fino a quando Justin, rivela che Felix si è suicidato in quella casetta, e che ha portato tutti i ragazzi lì per scoprire quello che gli è successo. Chris cerca di andarsene ma viene tramortito dall'ex soldato, Paul viene colpito alla gamba e alla mano dopo aver cercato di chiamare aiuto. Justin fa sedere quindi tutti i ragazzi tranne Luke in cerchio, legati sulle sedie: ha inizio quindi il vero gioco. 
Justin domanda ai ragazzi imprigionati chi ha mandato la cartolina, gli dà un attimo per pensarci ed esce fuori assieme a Luke. Mentre i ragazzi all'interno della casa, si incolpano l'un l'altro e cercano vanamente di liberarsi, fuori la casa Justin pone delle domande a Luke riguardanti la festa. L'uomo sembra sapere che il ragazzo gli abbia venduto la droga, ma gli chiede sia se può fidarsi di lui, sia se intende cooperare per evitare un bagno di sangue. Con timore, lo spacciatore decide di cooperare con il rapitore. Entrati dentro la casa, Justin decide di giocare a Obbligo e verità. La prima a scegliere tra la verità e l'obbligo e Gemma, che sceglie la verità. Justin le domanda chi ha mandato la cartolina, e la ragazza, soltanto dopo essere stata picchiata dice che è stato Chris. Anche gli altri incolpano il ragazzo, ma si scagionerà dalle accuse grazie al fatto che stava in Spagna quando è stata mandata la cartolina. Il secondo a giocare è proprio Chris, che scegliendo l'obbligo mette in pericolo la vita di Gemma, che tuttavia si salverà. 
Il gioco continuerà tra atroci sofferenze e rivelazioni riguardanti la festa. Si scoprirà che Felix stava guardando Paul e Eleanor mentre facevano sesso, venendo poi cacciato fuori dal ragazzo con varie offese. Per questo, Justin lo costringerà a una scelta che farà morire Chris. Il gioco si interrompe quando Jonesy, un amico dei ragazzi, viene a bussare alla casa dove si sta giocando per la vita. Luke, cerca di persuaderlo ad andare via, ma Justin lo aggredisce e lo fa uccidere dallo stesso Luke. Gemma riesce a liberarsi, e su suggerimento di Eleanor, fugge da sola per cercare aiuto. Justin rivela che suo padre è coinvolto in tutta questa faccenda, e che ora si fida completamente di Luke. Ritornati dentro la casa, notano l'assenza di Gemma, e il fratello di Felix si butta al suo inseguimento. Gemma si nasconde dentro il castello, dove scopre che Felix è vivo, ma in una sotto-forma di coma, e che sta guardando tutto quello che sta succedendo attraverso delle telecamere. 